# Caumont-l'Éventé
Caumont-l'Éventé è un ex comune francese di 1 360 abitanti situato nel dipartimento del Calvados nella regione della Normandia. Dal 1º gennaio 2017 è stato accorpato ai comuni di Livry e La Vacquerie per formare il comune di Caumont-sur-Aure, del quale costituisce comune delegato.

## Società

### Evoluzione demografica
Abitanti censiti